# Breakaway (켈리 클락슨의 음반)
《Breakaway》는 켈리 클락슨의 두 번째 정규 앨범이다. 미국에서는 2004년 11월 30일 발매되어 첫 주 25만 장 이상의 판매를 기록해 빌보드 음반 차트 3위로 데뷔했다. 이 음반으로 그녀는 2006년 그래미상에서 'Best Pop Vocal Album'과 'Best Female Pop Vocal Performance' 등 두 개 부문을 석권했으며, 아메리칸 뮤직 어워즈, 빌보드 뮤직상, MTV 비디오 뮤직상 등 유수의 시상식에서 다관왕을 차지했다. 영화 《프린세스 다이어리 2》 사운드 트랙의 메인 타이틀곡인 동명의 셋업싱글 〈Breakaway〉와 브리트니 스피어스, 백스트리트 보이즈 등 틴팝계의 거물 프로듀서로 손꼽혔던 맥스 마틴이 프로듀싱한 〈Since U Been Gone〉,〈Behind These Hazel Eyes〉는 물론 자신의 아픈 가정사를 담아 16세에 작곡한 〈Because of You〉등 발매하는 모든 싱글이 차트 상위권에 올랐다. 이와 같은 인기에 힘입어 2007년 1월 현재 미국에서만 560만 장 이상 판매되었으며, 전 세계 판매량은 1,100만 장을 넘어섰다. 이 음반은 2004년 이후 미국에서 가장 많이 방송된 음반이다.

## 곡 목록
1. Breakaway
2. Since U Been Gone
3. Behind These Hazel Eyes
4. Because of You
5. Gone
6. Addicted
7. Where Is You Heart
8. Walk Away
9. You Found Me
10. I Hate Myself for Losing You
11. Hear Me
12. Beautiful Disaster (Live)

## 싱글 목록
1. Breakaway
2. Since U Been Gone
3. Behind These Hazel Eyes
4. Because of You
5. Walk Away